# Salisbury (hrabstwo Essex)
Salisbury – jednostka osadnicza w Stanach Zjednoczonych, w stanie Massachusetts, w hrabstwie Essex, nad Oceanem Atlantyckim.